# Bye (sport)
Il termine di origine inglese bye viene usato, nella terminologia sportiva, per indicare lo status di un concorrente (individuale o squadra) che viene iscritto direttamente al secondo turno di un torneo ad eliminazione diretta, in particolar modo nel caso in cui i partecipanti siano in numero diverso da una potenza di due.
Usualmente, questo vantaggio viene riservato ai concorrenti che siano meglio classificati in base al ranking (come ad esempio accade nel tennis), o in un precedente turno di qualificazione (come nel tiro con l'arco).
In alcuni casi il bye può essere applicato anche a modalità di svolgimento dei tornei diversi dall'eliminazione diretta: è ad esempio il caso del sistema svizzero, usato in particolare negli scacchi, che - nel caso di un numero di giocatori dispari - prevede che in ogni turno venga assegnato un bye (in questo caso, al giocatore col punteggio più basso).